# Белово (община)
Бело́во (болг. Община Белово) — община в Болгарии. Входит в состав Пазарджикской области. Население составляет 10 995 человек (на 21.07.05 г.).
Административный центр общины в городе Белово. Кмет (мэр) общины Белово — Кузман Атанасов Маринков (коалиция в составе 3 партий: Национальное движение «Симеон Второй» (НДСВ), Болгарская социал-демократия (БСД), Союз свободной демократии (ССД)) по результатам выборов в правление общины.

## Состав общины
В состав общины входят следующие населённые пункты:
1. Аканджиево
2. Белово
3. Габровица
4. Голямо-Белово
5. Дыбравите
6. Мененкёво
7. Момина-Клисура
8. Сестримо